# Jelly Selau
Jelly Selau, né le 23 juillet 1983, est un footballeur international tuvaluan qui évolue au poste de milieu de terrain et comme gardien de but.

## Biographie

### Avec l'équipe nationale des Tuvalu
Il joue avec la sélection des Tuvalu lors des Jeux du Pacifique Sud de 2007 aux Samoa. Il joue les quatre matchs des Tuvalu dans ce tournoi, comme milieu de terrain. 
Puis lors des Jeux du Pacifique de 2011, il dispute les matchs en tant que gardien de but contre les Samoa américaines, contre le Vanuatu et contre Guam et comme milieu de terrain contre les îles Salomon.
Il est expulsé à la dix-septième minute contre Guam et concède un penalty.